# Alexander von Bunge
Alexander Georg von Bunge o Alexander Andrejewitsch von Bunge o Aleksandr Andréyevich von Bunge (29 de septiembre de 1803 - 7 de junio de 1890) fue un naturalista, zoólogo y botánico alemán de Rusia. Su nombre ruso sin transliterar es Александр Андреевич Бунге. Fue profesor de Botánica en la Universidad de Tartu, y su director de departamento de 1842 a 1844.
Tomó parte de muchas expediciones científicas hacia Asia y, especialmente, Siberia.

## Obra
- Enumeratio plantarum, quas in China boreali collegit …. San Petersburgo 1831
- Plantarum mongolica-chinensium decas prima. Kasan 1835
- … Tentamen generis Tamaricum species accuratius definiendi. Dorpat 1852
- Anabasearum revisio. San Petersburgo 1862
- Generis Astragali species gerontogeae, Petersburg 1868–1869; 2 Teile
- Labiatae persicae. San Petersburgo 1873

## Honores

### Eponimia
En su honor, en el archipiélago de las islas de Nueva Siberia, una meseta arenosa de baja altitud que une las islas de Kotelny y Faddeyevsky lleva su nombre, Tierra de Bunge (Земля Бунге). El conjunto, considerado como único, Kotelny/Bunge/Faddeyevsky es una de los 50 islas más grandes del mundo.
Un cráter de impacto en Marte fue nombrado en su honor.
Género
- Bungea C.A.Mey.

Especies
- bungei, bungeana, bungeanus
- La abreviatura «Bunge» se emplea para indicar a Alexander von Bunge como autoridad en la descripción y clasificación científica de los vegetales.[1]

## Abreviatura (zoología)
La abreviatura Bunge  se emplea para indicar a Alexander von Bunge como autoridad en la descripción y taxonomía en zoología.